# Медичи, Джованни ди Биччи
Джованни ди Биччи де Медичи (итал. Giovanni di Bicci de' Medici; 1360, Флоренция — 20 февраля 1429, там же) — итальянский банкир, сделавший Банк Медичи одним из самых высокодоходных предприятий в Европе. Считается основателем политического могущества рода Медичи. Отец Козимо Медичи и прадед Лоренцо Великолепного.

## Биография
Джованни ди Биччи Медичи является представителем боковой, кафаджолийской, ветви рода Медичи. Он родился во Флоренции четвёртым сыном небогатого ремесленника Аверардо детто Биччи Медичи, занимавшегося производством шёлка и тканей и владевшего фамильным поместьем в родной деревне Медичи Кафаджоло. После смерти отца в 1363 году он вместе с матерью и четырьмя братьями стал обладателем отцовского поместья и ремесленного предприятия.

### Банковская карьера
Достигнув совершеннолетия, Джованни начинает работать в банковском доме Медичи под началом своего дальнего родственника Вьери де Медичи. Вскоре после восстания чомпи (1378) Джованни направляют на обучение в Римский филиал банка Медичи, где через несколько лет он становится младшим партнером, а в 1385 году возглавляет этот филиал. В том же году он выгодно женится на Пиккарде Буэри с солидным приданым в 1500 флоринов. В конце 1380-х годах без малого семидесятилетний Вьери де Медичи начинает отходить от дел и передает Римский филиал в собственность своего племянника Джованни ди Биччи в качестве самостоятельного банка. 
1 октября 1397 года Джованни с двумя партнерами открывает головную банковскую контору во Флоренции с уставным капиталом 10 000 флоринов, причём контрольный пакет в 55 % капитала принадлежит Джованни. Удачные вложения денег в суконные мануфактуры и в венецианскую торговлю с Востоком приносят банку Джованни регулярные солидные прибыли. В конце 1402 года банк Джованни открывает филиал в Венеции. Одновременно Римский банк Медичи, ставший филиалом флорентийского банка Джованни Медичи, открывает отделения в Неаполе и Гаэте.
Исключительно дальновидными можно признать инвестиции банка Джованни Медичи в карьеру мессера Бальдассарре Косса, которому он в 1401 году одолжил 12 000 флоринов на приобретение должности кардинала. В 1410 году Бальдассарре Косса добился избрания его папой под именем Иоанна XXIII. Несмотря на то, что в этот период действовало ещё два римских папы, финансовые потоки католической церкви, перешедшие под контроль Иоанна XXIII, были весьма внушительны и обслуживание их было доверено банку Джованни Медичи. Кроме этого, клиентами римского филиала банка Медичи стала масса кардиналов и иных сановников Святого престола. Так продолжалось до 1414 года (год смещения Иоанна XXIII). Однако через 10 лет банк Джованни Медичи вновь получил управление финансами римской курии с правом чеканки монеты.

### Политическая карьера
Джованни не любил политику, предпочитая щедро откупаться от службы и скромно отказываться от титулов. В частности, когда в 1418 году папа Мартин V пожаловал ему титул графа Монтеверде, он вежливо отказался под предлогом того, что хочет остаться рядовым гражданином. Тем не менее, перед Медичи стояла необходимость развивать дела семейного банка, и для расширения своего влияния Джованни нужно было добиться определённого положения во флорентийском правительстве. После того как в 1402 году Джованни Медичи стал приором флорентийской гильдии банкиров и менял (Arte del Cambio), он впервые был избран в Синьорию правительства. В 1419 году он возглавил общественный комитет по строительству городского приюта для детей-подкидышей. В 1421 году он удостоился избрания на высшую должность исполнительной власти — гонфалоньера справедливости. Занимая её, Джованни практически единолично руководил политической и экономической жизнью города-республики. Этот пост открыл перед Джованни блестящие возможности для налаживания связей за пределами республики, в том числе в Риме. В 1422 Ринальдо Альбицци глава олигархической партии тайно послал  рыцаря из своего дома к Джованни,чтобы тот смог договориться с ним насчёт поддержки в устранении низших членов Синьории. Но Джованни лишь сказал, чтобы Ринальдо судил о вещах более обдумано. Когда же это стало известно, то уважение к Джованни усилилось, a к его противником ухудшилось. Джованни же избегал популярности, и всем и каждому говорил что его желание - не вызывать к жизни всевозможные партии, а, напротив ослабить их розни. Такое поведение раздражало его дядю Аламанно Медичи, он не переставая говорил что враги не остановятся, их происки в конце концов увенчаются успехом и они погубят дом Медичи. Но Джованни твердо стоял на своем, Хотя город и разделился на две партии на партию Медичи и на олигархическую партию. В 1427 , Джованни ввёл новый способ уплаты налогов, называемый кадастром, суть которого в том, что исходя из всего имущества плательщика бралась средняя сумма денег.  Впоследствии Медичи часто пользовались им для устранения неугодных для них персон. Большинство знатных людей были против этого закона, поэтому Джованни решил примирить их с его сторонниками, доказывая им, что незачем теперь возвращаться к прошлому, надо думать только о будущем. Его доводы умиротворили страсти, и вопрос о пересмотре прежнего обложения больше не поднимался. В 1429 Джованни заболел, и чувствуя себя крайне плохо,призвал своих сыновей Козимо   и Лоренцо, сказав им:«Если вы хотите жить спокойно, то в делах государственных принимайте лишь то участие, на какое даёт вам право закон и согласие сограждан»

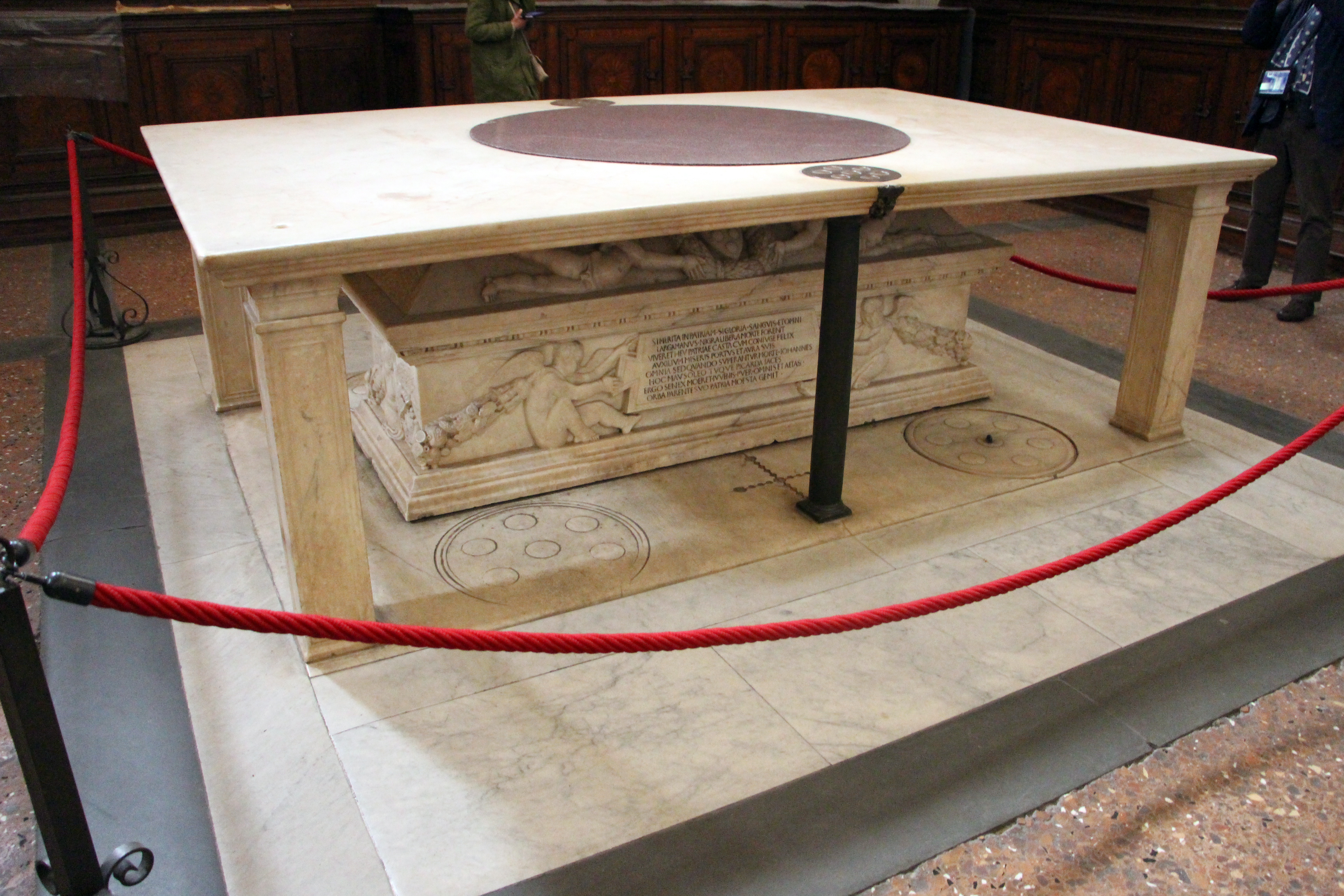
Гробница Джованни Медичи и Пиккарды Буери в Сан Лоренцо

## Семья
Джованни ди Биччи был женат на Пиккарде Буери. В этом браке родились:
- Антонио (1386—1398);
- Дамиано (1387—1390);
- Козимо (1389—1464);
- Лоренцо (1395—1440).

## В кино
- «Медичи» — телесериал совместного производства Италии и Великобритании (2016-2019). В роли Джованни ди Биччи де Медичи — Дастин Хоффман.